# Аторакофориды
Аторакофориды (лат. Athoracophoridae) — семейство лёгочных улиток (Pulmonata).

## Распространение
Встречаются в восточной части Австралии, в Новой Зеландии (включая субантарктические острова), в Новой Каледонии, на островах Новые Гебриды, архипелаге Бисмарка и в Новой Гвинее.

## Анатомия
Организмы, которые входят в семейство, имеют от 36 до 45 хромосом (узнать число можно с помощью таблицы).

## Классификация
На декабрь 2017 года в семейство включают следующие подсемейства и роды:
- Aneitinae Gray, 1860 — Австралия, Меланезия
  - Род Aneitea Gray, 1860
  - Род Aneitella Cockerell, 1891
  - Род Triboniophorus Humbert, 1863
- Athoracophorinae P. Fischer, 1883 (1860) [syn. Janellidae Gray, 1853] — Новая Зеландия
  - Род Athoracophorus A.A. Gould, 1852
  - Род Palliopodex Burton, 1963
  - Род Pseudaneitea Cockerell, 1891